# André Bloch

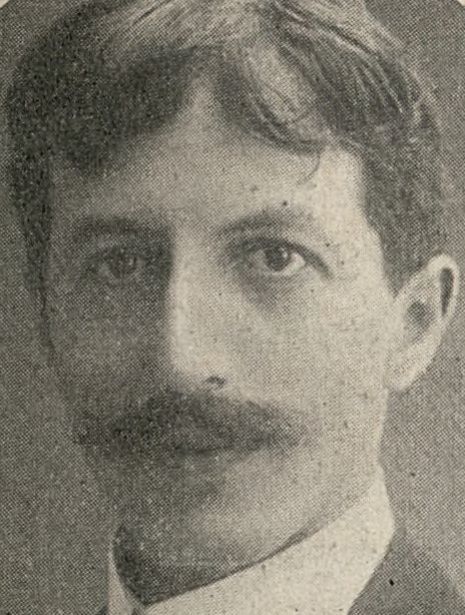
Retrato de André Bloch publicado en Comœdia illustré, 1909.

André Bloch (Wissembourg (Bajo Rin) 14 de enero de 1873-Paris 7 de agosto de 1960) fue un compositor francés de música clásica.

## Biografía
Ingresó muy joven en el Conservatorio de París, donde fue discípulo de Ernest Guiraud y Jules Massenet. Segundo premio de solfeo con sólo diez años (1883), el joven Bloch obtuvo al año siguiente el primero, además de un primer premio en piano en 1889 y otro en armonía en 1890.
En 1892 tomó parte en el Premio de Roma, recibiendo como recompensa uno de sus segundos premios de dicho año con la cantata Amadis, según Henri Büsser. Al año siguiente alcanzó el Primer Gran Premio de la Academia de Bellas Artes del Instituto de Francia con la cantata Antigone, sobre un texto de Fernand Beissier.
A partir de su regreso de Roma a comienzos del año 1898, enseña armonía en el Conservatorio, en el que permanece durante muchos años. Es docente igualmente de la Escuela de Altos Estudios Musicales, más conocida como Conservatorio Americano de Fontainebleau e instalada desde 1921 en el ala Louis XV del Castillo. 
Dirigida durante decenios por importantes personalidades musicales como Francis Casadesus, Charles-Marie Widor, Maurice Ravel, Marcel Dupré, Robert Casadesus y Nadia Boulanger, esta escuela se convierte rápidamente en un notable lugar de encuentros artísticos franco-americanos.

## Obra
Entre las obras de André Bloch, apenas interpretadas en la actualidad a pesar de su evidente elegancia, destacan varios poemas sinfónicos orquestados: Au Béguinage (extraído de una suite titulada “Voyages”), que evoca la tranquilidad de la tarde en la ciudad de Courtrai; Kaa, la serpiente pitón de El Libro de la Selva de Rudyard Kipling, estrenada en los Concerts Colonne el 2 de abril de 1933; L’Isle nostalgique (1945) y la bellísima Suite palestinienne pour violoncelle et orchestre (1948), rapsodia temática en cuatro partes, que constituye su mayor éxito en el campo sinfónico.
Además de las obras ya citadas, deben destacarse las siguientes:
- Maïda (1909), cuento musical en cuatro actos y cinco escenas según el poema de Charles Rétry-Darcours.
- Une nuit de Noël (1922), ópera compuesta en Roma y estrenada en Lieja.
- Brocéliande, leyenda lírica presentada en la Ópera de París el 25 de noviembre de 1925.
- Guignol, ópera bufa de capa y espada en tres actos y cuatro escenas y prólogo, con libreto de Justin Godard y Henri Fabert (1939), estrenada en la Opéra-Comique el 18 de enero de 1949.
- Feminaland (1904), ballet.
- Concerto-ballet pour piano et orchestre (1947).
- Les Maisons de l’éternité, boceto oriental para violonchelo y orquesta (1950).
- Petite suite dominicale pour petit orchestre
- Diversas piezas para piano.
- Andantino para piano y flauta.
- Dans la palmeraie, para piano y clarinete.
- Denneriana(1940), para piano y fagot.
- Fantaisie variée (1946).
- Goguenardises.
- Diversas melodías y dúos (Révélation, para dos voces a cappella; Mon père m’a donné un mari, para voz y piano).